# والي هورن
والي هورن (بالإنجليزية: Wally Horn)‏ هو سياسي أمريكي، ولد في 28 نوفمبر 1933 في الولايات المتحدة. حزبياً، نشط في Iowa Democratic Party ‏ والحزب الديمقراطي. وقد انتخب عضو مجلس ولاية آيوا وانتخب عضو مجلس نواب ولاية ايوا.